# ألبرت شومبرج
ألبرت شومبرج (19 أبريل 1909 – 16 يناير 1967) هو سبّاح ألماني راحل، مثّل بلاده في الألعاب الأولمبية الصيفية 1928.

## روابط خارجية
ألبرت شومبرج على موقع الاتحاد الدولي للسباحة (الإنجليزية)
- ألبرت شومبرج على موقع أوليمبيديا (الإنجليزية)